# Mary Ellen Pleasant

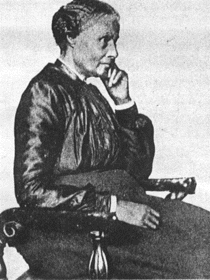
Mary Ellen Pleasant, ca. 1904

Mary Ellen Pleasant (* 19. August 1814 in Philadelphia; † 11. Januar 1904 in San Francisco) war eine US-amerikanische Bürgerrechtlerin und Unternehmerin. Sie verhalf durch großzügige Geldspenden an das Netzwerk des Underground Railroad versklavten Afroamerikanern zur Flucht und unterstützte den weißen Abolitionisten John Brown finanziell. In San Francisco klagte sie mehrmals erfolgreich gegen die Diskriminierung der Schwarzen und wird daher mitunter als „Mutter der Bürgerrechte in Kalifornien“ bezeichnet. Durch ihr unternehmerisches Talent und geschickte Investitionen wurde sie nach dem Sezessionskrieg eine reiche Landbesitzerin und ist damit möglicherweise die erste schwarze Millionärin der Vereinigten Staaten.

## Leben

### Erste Jahre
Zu Mary Ellen Pleasants Herkunft gibt es widersprüchliche Angaben. Sie selbst behauptete, als Freie in der Barley Street 9 in Philadelphia geboren worden zu sein. Ihr Vater wäre ein Hawaiianer namens Louis Alexander Williams gewesen, der mit Seide handelte und ihre Mutter eine Afroamerikanerin namens Mary aus Louisiana, nach der sie benannt worden war. Tatsächlich ist während der 1810er und 1820er die Anwesenheit eines Alexander Williams in Philadelphia durch eine Volkszählung nachgewiesen. Laut Aussagen ihrer Bekannten in San Francisco hingegen wurde sie in die Sklaverei geboren, entweder in Georgia oder in Louisiana. So wird mitunter der Weiße John Hampden Pleasants als möglicher Vater genannt. Daher nehmen Historiker an, dass sie entweder ihre Geburt in Sklaverei verschwieg oder dass ihre schwarzen Freunde lediglich behaupteten, sie wäre Sklavin gewesen, um ihren späteren Aufstieg umso dramatischer darzustellen.
Im Alter zwischen 6 und 11 Jahren wurde sie nach Nantucket in Massachusetts geschickt, wo sie bei einer Quäkerin namens Mary Hussey aufwuchs. Die African Baptist Church von Nantucket führt den Namen Mary E. Williams als eines der ersten Mitglieder auf. Pleasant erzählte später, ihr Vater hätte Hussey Geld für ihre Ausbildung gegeben, doch hätte die Frau sie im Laden arbeiten lassen, statt sie in die Schule zu schicken. Erst als Erwachsene, um ca. 1849, lernte sie lesen und schreiben. Trotz der fehlenden Ausbildung stellte sich das Mädchen als charismatisch und scharfsinnig heraus.

„Ich war ein Mädchen voller Witz und hatte stets eine Antwort parat, wenn Leute sich einen Spaß machen und mit mir sprechen wollten. Außerdem sah ich gut aus und die Leute kamen oft herein, um zu hören, was ich sagte. Ich schätze, ich gewöhnte mir an, zu viel zu reden, denn wenn junge Leute bemerken, dass sie Lacher ernten können, neigen sie dazu, zu viel zu reden … All das brachte Kunden in den Laden und ich rief die Leute herein, um mir etwas abzukaufen. Ich war stets aufmerksam und wenigen Leuten gelang es, am Laden vorbeizugehen, ohne etwas bei mir einzukaufen.“

Über ihre erste Ehe herrscht Unstimmigkeit. Einem Interview von 1895 zufolge zog sie um 1840 nach Philadelphia, wo sie einen Afroamerikaner namens James Henry Smith heiratete. In einem handschriftlichen Fragment schrieb Mary Pleasant, dass ihr Mann der Sohn einer schwarzen Frau und eines Gouverneurs der Südstaaten war und mit seinen Brüdern in den Nordstaaten eine Ausbildung erhielt. Einer anderen Quelle zufolge heiratete sie den kubanischen Abolitionisten James W. Smith und lebte mit ihm in Boston. Mitunter wird Smith als gewalttätig und als Mitglied des Underground Railroad beschrieben. In jedem Fall starb er ca. 1844 und hinterließ seiner Frau seinen gesamten Besitz. Während über die tatsächliche Summe nur spekuliert werden kann, machte sie Pleasant zu einer reichen, unabhängigen Witwe. Aus der Ehe ging ihre Tochter Elizabeth „Lizzie“ Smith hervor.

### Abolitionistin

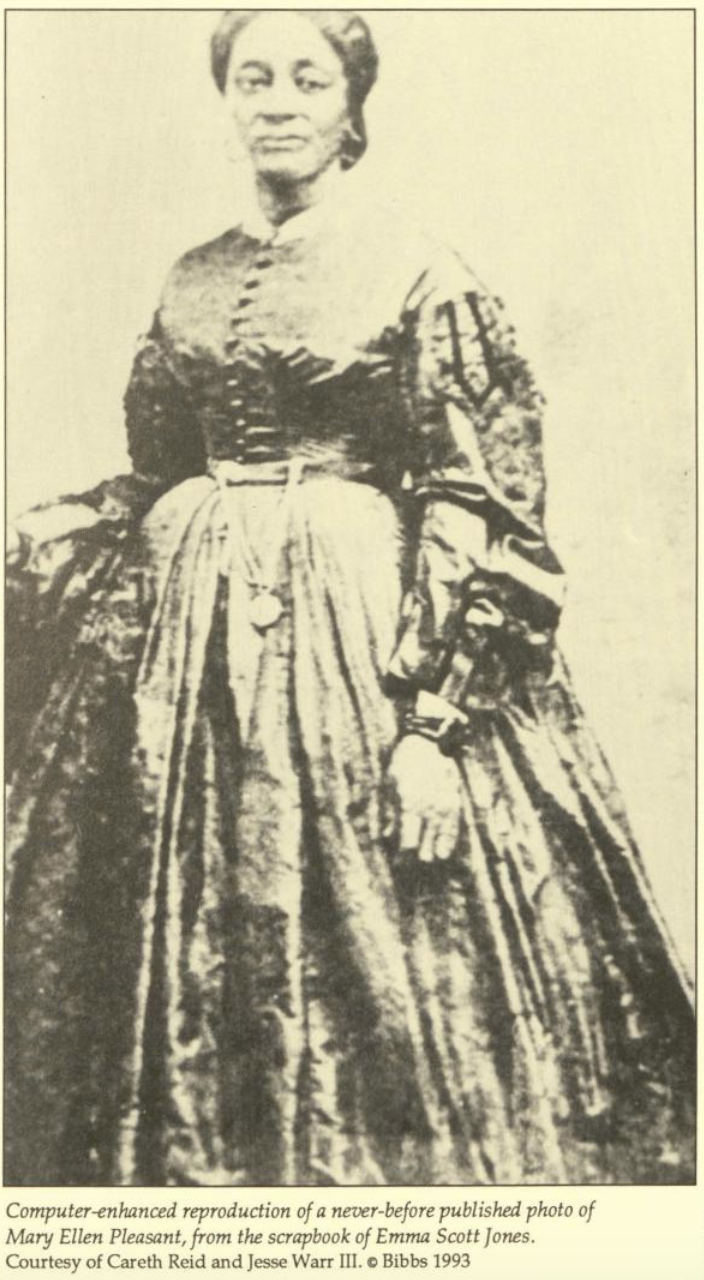
Mary Ellen Pleasant

Einer Quelle zufolge betätigte Mary Pleasant sich bereits während ihrer ersten Ehe als Fluchthelferin für Sklaven, andere siedeln ihre Aktivitäten erst später an. Ungefähr 1848 heiratete sie den ehemaligen Sklaven John James Pleasant und zog spätestens 1852 nach San Francisco, Kalifornien. Dort arbeitete sie zunächst als Köchin, nutzte jedoch das hinterlassene Vermögen ihres ersten Ehemannes für Spekulationen und Investitionen. Da sie für Bankiers und Minenbesitzer Geschäftsessen organisierte, erfuhr sie aus deren Gesprächen von lohnenswerten Investitionsmöglichkeiten. Sie war mit 15.000 US-Dollar in Gold nach San Francisco gekommen und griff auf die Hilfe von alten Freunden und Bekannten zurück, um es lukrativ anzulegen, mitunter für 10 Prozent Zinsen. Auch tauschte sie je nach Situation Gold in Silber, legte das Silber an und ließ es sich später wieder in Gold auszahlen. Um 1855 hatte sie damit genug Einnahmen erzielt, um mehrere Wäschereien zu betreiben.
Einen Großteil des Geldes verwendete Mary Pleasant darauf, geflohene Sklaven zu unterstützen. Sie stellte die finanziellen Mittel zur Verfügung, die den Schwarzen die sichere Flucht aus den Südstaaten ermöglichte. In San Francisco angekommen, wurden die Flüchtlinge von ihr versorgt und entweder in ihren Herbergen versteckt oder nach Möglichkeit in Dienstverhältnissen untergebracht. Anderen half sie dabei, ihre eigenen Geschäfte zu eröffnen.
Insbesondere alleinstehende Frauen genossen Mary Pleasants Unterstützung. Ungebildete Frauen erhielten von ihr Unterricht darin, sich ordentlich zu kleiden und angemessen auszudrücken. Pleasants Hilfe ermöglichte es ihnen, sich ein unabhängiges Leben aufzubauen oder gut situierte Ehemänner zu finden. Bei Letzterem griff sie auf das placage der Südstaaten zurück, ein System, das ursprünglich dazu diente, Beziehungen und Eheschließungen für reiche, weiße Männer zu arrangieren. Im San Francisco des Kalifornischen Goldrauschs kam mitunter auf 48 Männer nur eine einzige Frau, weshalb Pleasants Partnervermittlung äußerst erfolgreich war. In einigen Fällen soll sie in Bordelle gestürmt sein, um ahnungslose, neu angekommene Mädchen in Sicherheit zu bringen. Falls sie tatsächlich selbst bordellos für ihre Partnervermittlung nutzte, wie ihre Feinde später behaupteten, trat sie niemals offiziell als die Inhaberin auf. Für ungewollte Kinder fand sie neue Familien.
In dieser Zeit wurde sie auch offiziell für die Rechte der Schwarzen aktiv. Obwohl Kalifornien selbst nicht zu den Sklavenhalterstaaten zählte, bot das Gesetz keinerlei Schutz für flüchtige Sklaven. Schwarze durften vor Gericht nicht aussagen und ihre Besitzer hatten laut dem Fugitive Slave Law of 1850 das Recht, ihre Auslieferung zu verlangen oder sie mit Gewalt zurückzuholen. Mary Pleasant versteckte die Flüchtlinge in ihrem eigenen Haus oder bei Weißen, für die sie arbeitete, und verschaffte ihnen Rechtsbeistände. Auch finanzierte sie Kampagnen gegen das Fugitive Slave Law und gilt als treibende Kraft in der Abschaffung des Verbots der Zeugenaussage für Schwarze, weshalb sie mitunter als „Mutter der Bürgerrechte in Kalifornien“ bezeichnet wird.

### Treffen mit John Brown
Über Mary Pleasants Begegnung und Zusammenarbeit mit dem Abolitionisten John Brown gibt es verschiedene Überlieferungen, da lediglich Aussagen von Pleasant selbst und schriftliche Berichte ihrer Freunde existieren. Einigen Quellen zufolge war sie der Überzeugung, dass die Sklaverei nur durch einen bewaffneten Aufstand beendet werden konnte, weshalb sie 1858 ihre Wäschereien vermietete. Am 5. April segelten sie und ihr Ehemann von San Francisco nach New York, wo sie sich einen Teil des von ihr überwiesenen Geldes als Wechsel ausstellen ließ, bevor sie nach Chatham, Kanada, weiterreisten. Dort traf sie sich eigenen Angaben und Briefen ihrer Freunde zufolge mit John Brown in einer Herberge in der King Street. Tatsächlich wird in einer alten Monografie bestätigt, dass Brown sich im Frühjahr 1858 in der King Street aufhielt.

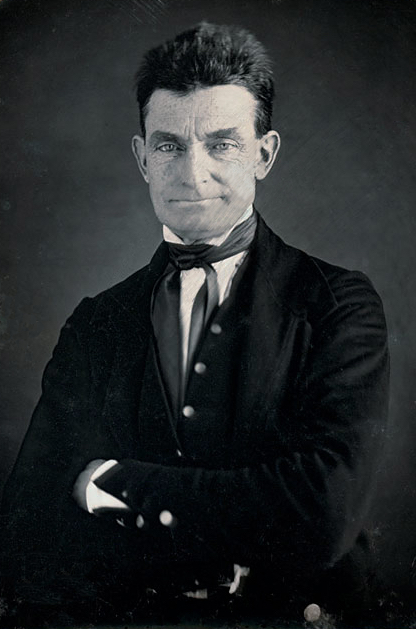
John Brown zwischen 1846 und 1847

Laut ihrer Biografin Lynn Downey übergab Pleasant ihm als Unterstützung die stattliche Summe von 30.000 US-Dollar. Susheel Bibbs hingegen zweifelt die Geschichte an, da der Betrag zu dem Zeitpunkt Marys gesamtes Vermögen dargestellt hätte. Sie zitiert Briefe von Pleasants altem Freund William Gardner, aus denen hervorgeht, dass er die 30.000 Dollar eingefroren hatte und Pleasant Brown lediglich den in New York ausgestellten Wechsel übergab. Auch soll sie während des Treffens Brown als ungestümen, unüberlegten Charakter eingestuft haben, dem sie nicht ihr ganzes Geld aushändigen wollte. John Browns Kinder Jason und Susan Brown bestätigten in einem 1903 veröffentlichten Artikel, dass „eine farbige Frau“ ihrem Vater damals in Chatham Geld gab, jedoch hätte John Brown niemals ihren Namen verraten. Pleasant selbst beharrte bis zu ihrem Tod darauf, dass sie Brown finanziell unterstützt hatte und es die wichtigste, bedeutsamste Tat ihres Lebens war.
Es lässt sich somit nicht mehr feststellen, was bei dem Treffen geschah. Anhand von Besitzurkunden und Briefen ist jedoch eindeutig nachgewiesen, dass Mary Pleasant sich in dieser Zeit in Chatham aufhielt. Sie erwarb dort ein Haus und mehrere Grundstücke, wo sie nach Browns geplantem Aufstand flüchtige Sklaven unterbringen wollte. Während anhand ihrer Korrespondenz als gesichert gilt, dass Pleasant im Dezember 1858 wieder in San Francisco war, behauptete sie, 1859 wieder in den Osten gereist zu sein, um die Sklaven auf den Plantagen der Südstaaten auf den Aufstand vorzubereiten. Es gibt historisch keine Beweise für oder gegen diese Behauptung, allerdings hatte Pleasants erster Ehemann mit ihr nur wenige Meilen entfernt von Harpers Ferry gelebt, weshalb sie zumindest die Umgebung gut kannte. Zwar bewahrte Mary Pleasant Briefe und Dokumente auf, die ihre Beteiligung an John Browns Taten bestätigen sollten, allerdings wurden diese Zeitzeugen zufolge wenige Tage vor ihrem Tod von Browns Verwandten aus ihrer Wohnung gestohlen.
Bei seiner Verhaftung trug Brown laut Pleasant einen Brief von ihr bei sich, in dem u. a. stand: „Die Axt liegt an der Wurzel des Baumes. Wenn der erste Schlag getan ist, wird es mehr Geld geben, um zu helfen.“ Tatsächlich wurde ein solcher Brief in den Zeitungen erwähnt. Die Unterschrift wurde in den Zeitungen als W.E.P. gelesen, was Pleasant zufolge an ihrer eigenen, schlechten Handschrift lag, aber zu ihrem Glück die Behörden auf eine falsche Fährte lockte. Nach dem fehlgeschlagenen Überfall auf Harpers Ferry versteckte Pleasant ihren früheren Schwager John Dunn, einen ehemaligen Sklaven, in ihrem neu erworbenen Haus in Chatham. Da John Browns Gehilfen gejagt wurden und bei der Geldübergabe Augenzeugen zugegen waren, floh Pleasant eigenen Angaben zufolge nach New York und reiste unter dem Namen Ellen Smith zurück nach San Francisco.

### „Das schwarze Rathaus“
Nach ihrer Rückkehr arbeitete Mary Pleasant zunächst als Haushälterin bei der einflussreichen Familie Woodworth, wohlhabende Händler mit Kontakten zu Armeeoffizieren. Während des Sezessionskrieges organisierte Mary Pleasant Proteste gegen kalifornische Sympathisanten mit den Sklavenhalterstaaten. Nach dem Krieg arbeitete sie zunächst daran, die Rechte der Schwarzen in Kalifornien durchzusetzen. So unterstützte sie schwarze Schulen und ging gegen die Jim-Crow-Gesetze vor. Im Jahr 1866 klagte sie gegen die Omnibus Railroad Company in San Francisco, da diese Schwarzen die Beförderung verweigerten. Die Zeitung Alta California berichtete am 18. Oktober 1866:

„Mrs. Mary E. Pleasants [sic], eine farbige Frau, die gegen den Fahrer der Linie 6 der Omnibus Railroad Company Beschwerde eingelegt hatte, weil er sie des Wagens verwies, erschien gestern bei Gericht und zog die Beschwerde zurück mit der Begründung, dass Agenten der Gesellschaft sie informiert hatten, dass Schwarze ab sofort die Wagen benutzen dürften, egal was die Auswirkungen auf die Geschäfte der Gesellschaft sein werden.“

Im Jahr 1868 klagte sie erneut gegen eine Straßenbahngesellschaft, als ihr die Beförderung verweigert wurde. Nachdem sie ihre weiße Arbeitgeberin Lisette Woodworth als Zeugin bereitgestellt hatte und der Schaffner ihr einen Platz verweigerte, gelang es Pleasant, vor Gericht Schadenersatz zugesprochen zu bekommen. In den folgenden Jahren war sie maßgeblich an der Beschaffung von Geldmitteln beteiligt, um die schwarze Freimaurerloge sowie schwarze Kirchen zu fördern. „Ich bin Katholikin, aber eine Kirche ist für mich so gut wie die andere“, sagte sie später. „Es ging um die Sache.“ Auch soll sie schwarze Bahnarbeiter unterstützt haben, die für bessere Arbeitsbedingungen streikten. Ihre Aktivitäten erklärte sie mit den Worten: „Lieber wäre ich tot als ein Feigling.“
Zwischen 1867 und 1868 eröffnete sie ihre erste eigene Herberge und wurde durch ihre geschickten Investitionen innerhalb weniger Jahre die Besitzerin und Geschäftsführerin mehrerer Gasthäuser. Hilfreich dabei waren ihr ein herausragendes Gedächtnis und ihr strategisches Planen. Am bekanntesten wurde ihre Gaststätte in der 920 Washington Street, wo sich bald die einflussreichsten Politiker und Geschäftsleute zum Essen und Übernachten trafen. Einer Quelle zufolge belief sich ihr Vermögen schließlich auf 30 Millionen Dollar, was sie zur ersten bekannten schwarzen Millionärin machen würde. Eine andere Quelle besagt, dass sie 8 Miethäuser in San Francisco, eine Ranch in San Mateo und 100.000 Dollar in Staatsanleihen besaß. Allein der Wert der Staatsanleihen entspricht heute einem Gegenwert von mehr als zwei Millionen Dollar. Wenn sie mehrmals die Woche ihre Einkäufe erledigte, fuhr sie in ihrer Kutsche vor, gelenkt von ihrem eigenen Kutscher und betreut von einem Diener, die beide Pleasants persönliche Livree trugen.

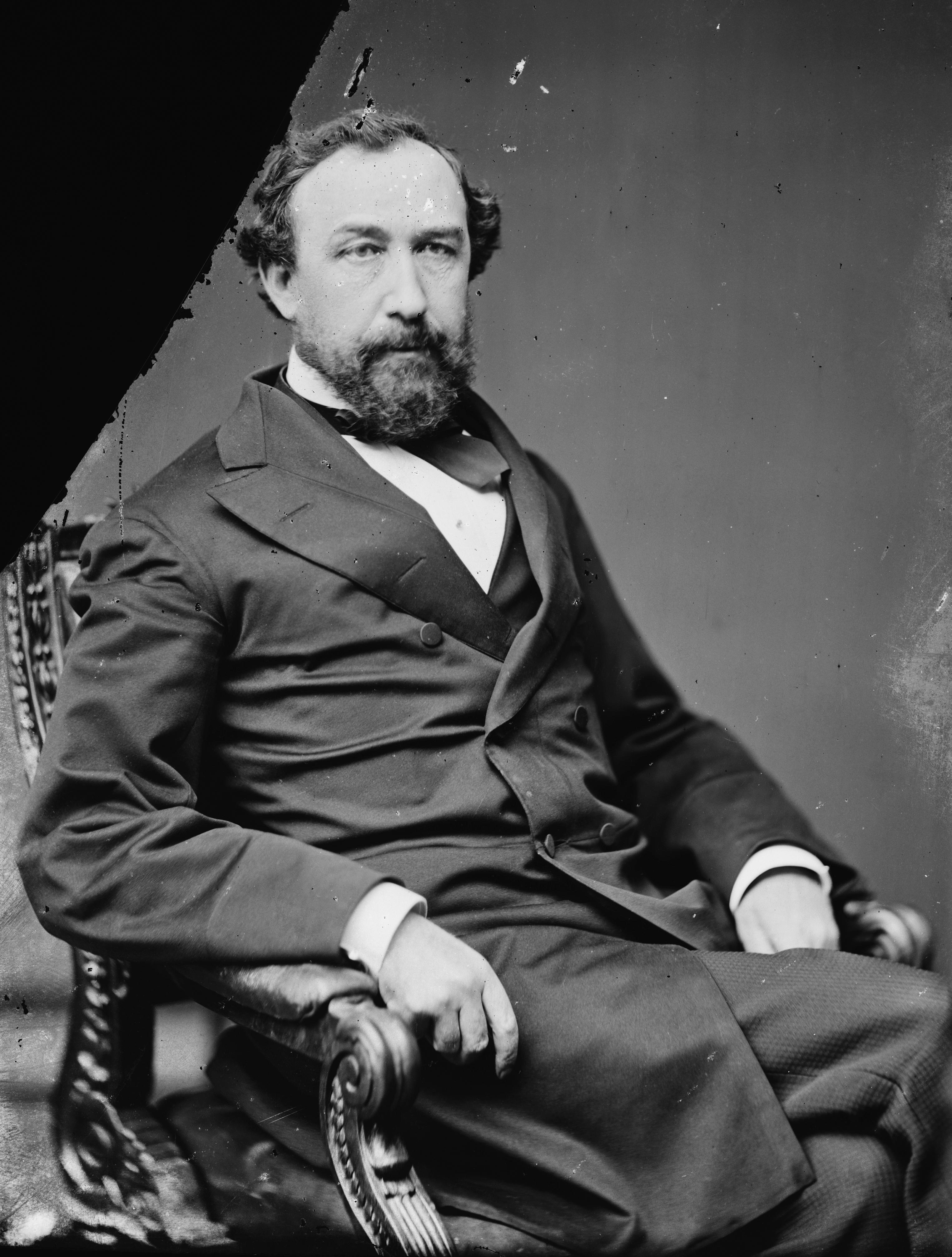
Newton Booth, 11. Gouverneur von Kalifornien und Freund von Mary Pleasant, ca. 1870–1880

Durch ihre enge Zusammenarbeit mit hochrangigen, reichen Gästen knüpfte Mary Pleasant ein Netz aus Verbindungen. Sie nutzte diese Kontakte unter anderem, um ehemalige Sklaven als Bedienstete in den Häusern ihrer Klienten unterzubringen, die sie im Gegenzug mit Informationen versorgten. Auf diese Weise erhielt sie Kenntnis über intime Geheimnisse ihrer Klienten und nutzte diese gezielt, um die Interessen ihrer Schützlinge durchzusetzen. Ab den 1870er-Jahren wurde sie von schwarzen Mitbürgern als „das schwarze Rathaus“ bezeichnet, da sie sich lediglich an sie wenden mussten, um Veränderungen zu bewirken. Einer ihrer Gäste und Bewunderer war Newton Booth, der 1871 zum Gouverneur Kaliforniens gewählt wurde. Anlässlich seiner Ernennung gab Mary Pleasant in 920 Washington Street einen Empfang, wo sie den neu gewählten Gouverneur ihren Freunden mit den Worten vorstellte: „Das ist Gouverneur Booth, der von meinem Haus aus gewählt wurde.“
Mit ihrem Reichtum und ihrem Einfluss hatte Mary Pleasant einen Status erreicht, der in der amerikanischen Gesellschaft des 19. Jahrhunderts lange Zeit den Weißen vorbehalten war und den schwarze Frauen laut den rassistischen Vorurteilen der damaligen Zeit allenfalls durch sexuelle Gefälligkeiten erreichen konnten. Es galt als unvorstellbar, dass eine schwarze Frau lediglich aufgrund ihres Talents und ihrer harten Arbeit Erfolg haben konnte. Hinzu kamen Pleasants Stolz sowie ein tiefes Kontrollbedürfnis, womit sie sich Leute zu Feinden machte. Eine schwarze Bekannte berichtete von Mary Pleasant, sie hätte keinen Respekt vor Weißen aufgrund ihrer Behandlung, als sie noch Sklavin war, und dass sie vorhatte, sie mit eiserner Hand zu regieren.
Ihre Einmischung in das Leben ihrer Klienten zeigte sich besonders 1884 während einer Gerichtsstreitigkeit zwischen dem Senator William Sharon und Marys Schützling Sarah Althea Hill, die eine Zeit lang Sharons Geliebte gewesen war. Hill behauptete, Sharon hätte ihr vertraglich die Ehe versprochen, während er versicherte, ihr bis zum Ende ihrer Beziehung 500 Dollar im Monat gezahlt zu haben, ohne jedoch ein Eheversprechen zu unterzeichnen. Mary Pleasant unterstützte Hill finanziell und sagte vor Gericht aus, sie hätte den Vertrag gesehen und mit Sharon diskutiert. Das Gericht entschied zunächst zugunsten von Hill, was Pleasants Macht in der Gesellschaft zementierte. Allerdings wurde das Urteil Jahre später vom Bundesgericht der Vereinigten Staaten aufgehoben, da das Dokument als gefälscht erachtet wurde. Hauptverdächtige für die Fälschung war Mary Pleasant.

### Gesellschaftlicher Abstieg
Durch ihre zahlreichen Kontakte schloss Mary Pleasant zu einem unbekannten Zeitpunkt in den 1870er-Jahren Bekanntschaft mit dem schottischen Börsenmakler Thomas Bell, Vizepräsident der Bank of California, der schließlich ihren Schützling Teresa Percy heiratete. Durch Pleasants Beratung und finanzielle Unterstützung gelang ihm ein kometenhafter Aufstieg als „Quecksilberkönig des Westens“ mit einem Vermögen von 30 Millionen US-Dollar. Offiziell war Pleasant Bells Haushälterin und Geschäftspartnerin, außerdem baute und möblierte sie das Haus, in dem sie zusammen mit den Bells wohnte. Obwohl sie sich in weißer Gesellschaft nach wie vor wie eine bescheidene Bedienstete kleidete, galt sie als wahre Herrin des Haushalts, der die Kinder gehorchten und die entschied, welche Diener eingestellt und entlassen wurden. Zunehmend wurden Stimmen laut, die behaupteten, sie herrsche über die Bells. So hieß es, die Bells würden in der Öffentlichkeit nicht mehr sprechen und wenn Mrs. Bell Geld wollte, müsste sie sich an Mary Pleasant wenden.
Bell starb 1892 nach einem Treppensturz und Stimmen wurden laut, Pleasant hätte ihn ermordet, um sein Vermögen zu bekommen. Damit begann ihr Abstieg in der Gesellschaft. Viele ihrer alten Freunde und Bekannten waren tot und San Francisco hatte sich über die Jahrzehnte verändert. Aus der Goldgräberstadt, in der sie sich emporgearbeitet hatte, war eine geordnete Großstadt geworden, in der nun auch alte Vorurteile gegen erfolgreiche schwarze Frauen wieder hervorbrachen. Unter anderem kursierten Gerüchte, Pleasant habe im Haushalt der Bells finstere Voodoo-Rituale abgehalten. Pleasants Finanzen und Besitztümer waren so eng mit denen der Bells verzahnt, dass es nahezu unmöglich war, sie aufzutrennen. Fred Bell, der älteste Sohn, startete  einen Rechtsstreit, um seine Mutter als Familienoberhaupt und Vormund der Kinder abzusetzen, da sie nicht wüsste, was sie tat und in allem von Pleasant kontrolliert würde. Da ihr Haus, in dem sie mit den Bells gelebt hatte, als Familiensitz der Bells genutzt wurde, wurde es schließlich Teresa Bell zugesprochen. Obendrein hatte Pleasant mit der Instandhaltung ihrer Beltane Ranch viel Geld verloren und Schulden gemacht.
Als auch ihre Freundschaft zu Teresa Bell in die Brüche ging, wurde Mary Pleasant am 19. April 1899 aus ihrem Haus und der Ranch geworfen. In weiteren Gerichtsstreitigkeiten mit ihren Gläubigern wurde sie schließlich für insolvent erklärt und ihre Besitztümer beschlagnahmt. Im Alter von 85 Jahren zog Pleasant in eine Wohnung in Webster Street und versuchte eine Gegenattacke, in der sie sich als Opfer einer Verschwörung bezeichnete. Indizien, die dafür sprechen, sind Tagebucheinträge von Teresa Bell, in denen der Journalist James E. Brown, ein Feind Mary Pleasants, als Bells Helfer erwähnt wird, sowie ein Richter, der sich über „Schatten und Nigger an der Mauer des Bell-Falles“ beschwerte. Brown hatte Pleasant mehrmals in Zeitungsartikeln als Voodoo-Königin bezeichnet, die mit ihren dunklen Kräften die Leute gegen deren Willen gefügig machte.
Angebote, gegen Bezahlung Geheimnisse ihrer alten Klienten bzw. ihrer Feinde zu erzählen, lehnte Pleasant jedoch verächtlich ab mit den Worten: „Ich habe niemals so dringend Geld benötigt, um irgendjemanden zu verraten.“ Stattdessen diktierte sie 1902 dem Autor und Verleger Sam Davis eine Autobiografie. „Ich wurde mehrmals gebeten, der Öffentlichkeit die Geschichte meines Lebens zu erzählen, um mich zu rehabilitieren und die vielen Mären, die über mich verbreitet werden, endgültig zur Ruhe zu betten“, gab sie als Erklärung an. Davis veröffentlichte den ersten Teil der Autobiografie in seinem Magazin The Pandex of the Press, der zweite erschien aufgrund eines Zerwürfnisses zwischen ihm und Pleasant nie.

### Tod
Am 19. November 1903 besuchte eine weiße Freundin namens Olive Sherwood Mary Pleasant und fand sie krank und allein in ihrer Wohnung vor. Da die Sherwoods einst Hilfe von ihr erhalten hatten, nahm Olive sie mit zu sich nach Hause, wo Pleasant am 11. Januar 1904 starb. Sie wurde auf dem Tulocay Cemetery in Napa beerdigt, im Familiengrab der Sherwoods. Vor ihrem Tod wünschte sie, die Inschrift „Sie war eine Freundin von John Brown“ auf ihrem Grabstein stehen zu haben, und im Februar 1965 erfüllte die African-American Historical and Cultural Society of San Francisco ihr schließlich diesen Wunsch.

## Mary Pleasant in Literatur und Film
Es ist bekannt, dass Mary Pleasant Tagebuch führte, allerdings wurden fast alle ihre Schriften vernichtet oder gingen verloren. Damit wurde ihr Ruf nach ihrem Tod maßgeblich durch Gerüchte und auch Zeitungsartikel geprägt, die sie abwechselnd als finstere Voodoo–Königin, Zuhälterin oder Hexe verunglimpften. Ihre Biografin Lynn Hudson erklärt diese Entwicklung zum einen durch die Rache von Geschäftsmännern, die in Pleasant einen Eindringling in ihrem Milieu sahen und zum anderen durch rassistische Vorurteile gegenüber erfolgreichen schwarzen Frauen, denen lediglich die Rolle der treusorgenden Mammy oder die der verdorbenen Versucherin zugestanden wurde.
Im Jahr 1922 wurde John Willards Stück The Cat and the Canary uraufgeführt, in dem „Mammy Pleasant“ eine düstere, abergläubische Haushälterin ist. Das Stück wurde viermal verfilmt, 1927 als Stummfilm und weitere Male in den Jahren 1930, 1939 und 1979.
1953 veröffentlichte Helen Holdredge eine sogenannte fiktionale Biografie unter dem Namen Mammy Pleasant und verankerte damit das Bild von Pleasant als machthungriger Voodoo–Anhängerin. Obwohl sie behauptete, Zugang zu Pleasants Tagebüchern zu haben, bemängelte mindestens ein Rezensent, dass die Tagebücher sowie Holdredges andere Quellen niemals in Fußnoten zitiert wurden. Allerdings hatte Holdredge nachweislich Zugriff auf Teresa Bells Tagebücher und sprach mit Pleasants Zeitgenossen. Pleasants Biografin Lynn Hudson kritisiert zudem Holdredges rassistische Ausdrücke und ihre Darstellung der schwarzen Kultur als lächerlich.
Der Roman Devilseed von Frank Yerby aus dem Jahr 1984 stellt Mary Pleasant als Zuhälterin dar, die Babys verkauft und jede menschliche Regung ihrem Streben nach Profit unterordnet.
In Michelle Cliffs Roman Free Enterprise wird Mary Pleasant als Abolitionistin, Feministin und Unternehmerin gewürdigt, die sich auf Augenhöhe mit John Brown über den Zusammenhang zwischen Besitz und Macht austauscht und damit ihr Streben nach materiellem Besitz erklärt.
In modernerer Zeit wird Mary Ellen Pleasants Leben in den Dokumentationen The Legacy of Mary Ellen Pleasant von 2007 sowie Meet Mary Pleasant, Mother of Civil Rights in California aus dem Jahr 2008 von Susheel Bibbs behandelt. Beide Dokumentationen wurden mit Preisen ausgezeichnet.